# Epodo di Colonia

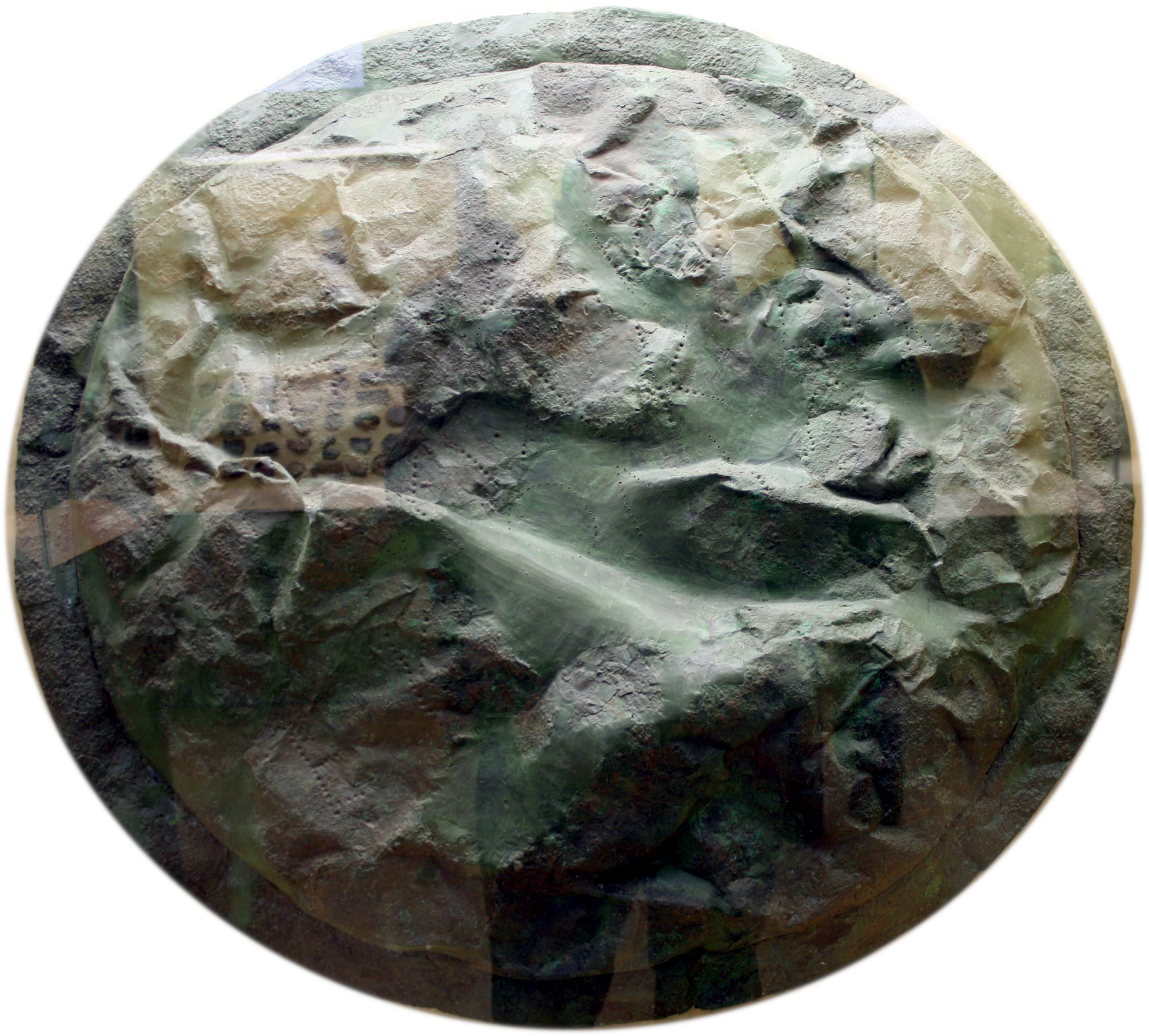
Scudo di un oplita spartano (425 a.C.) - Museo dell'antica agorà ad Atene.

Il celebre Epodo di Colonia è il più lungo componimento di Archiloco restituitoci dai papiri e conservato, appunto, a Colonia.

## Testo
πάμπαν ἀποσχόμενος·

ἶσον δὲ τολμ[ήσω ^ –

εἰ δ᾽ ὦν ἐπείγεαι καί σε θυμὸς ἰθύει,

ἔστιν ἐν ἡμετέρου

ἣ νῦν μέγ᾽ ἱμείρε[ι σέθεν

καλὴ τέρεινα παρθένος· δοκέω δέ μι[ν

εἶδος ἄμωμον ἔχειν·

τὴν δὴ σὺ ποιή[σαι φίλην.»

τοσαῦτ᾽ ἐφώνει· τὴν δ᾽ ἐγὼ ἀνταμει[βόμην·

«Ἀμφιμεδοῦς θύγατερ,

ἐσθλῆς τε καὶ [περίφρονος

γυναικός, ἣν νῦν γῆ κατ᾽ εὐρώεσσ᾽ ἔ[χει,

τ]έρψιές εἰσι θεῆς

πολλαὶ νέοισιν ἀνδ[ράσιν

παρὲξ τὸ θεῖον χρῆμα· τῶν τις ἀρκέσε[ι.

τ]αῦτα δ᾽ ἐφ᾽ ἡσυχίης

εὖτ᾽ ἂν μελανθη[ – ^ –

ἐ]γώ τε καὶ σὺ σὺν θεῶι βουλεύσομεν.

π]είσομαι ὥς με κέλεαι·

πολλὸν μ᾽ ε[ – x – ^ –

θρ]ιγκοῦ δ᾽ ἔνερθε καὶ πυλέων ὑποφ[λύσαι

μ]ή τι μέγαιρε φίλη·

σχήσω γὰρ ἐς ποη[φόρους

κ]ήπους· τὸ δὴ νῦν γνῶθι. Νεοβούλη[ν

ἄ]λλος ἀνὴρ ἐχέτω·

αἰαῖ, πέπειρα, δὶς τόση,

ἄν]θος δ᾽ ἀπερρύηκε παρθενήϊον

κ]αὶ χάρις ἣ πρὶν ἐπῆν·

κόρον γὰρ οὐ κ[ατέσχε πω,

ἥβ]ης δὲ μέτρ᾽ ἔφηνε μαινόλις γυνή.

ἐς] κόρακας ἄπεχε·

μὴ τοῦτ᾽ ἐφοῖτ᾽ ἀν[ – ^ –

ὅ]πως ἐγὼ γυναῖκα τ[ο]ιαύτην ἔχων

γεί]τοσι χάρμ᾽ ἔσομαι·

πολλὸν σὲ βούλο[μαι ^ –

σὺ] μὲν γὰρ οὔτ᾽ ἄπιστος οὔτε διπλόη,

ἡ δ]ὲ μάλ᾽ ὀξυτέρη,

πολλοὺς δὲ ποιεῖτα[ι φίλους·

δέ]δοιχ᾽ ὅπως μὴ τυφλὰ κἀλιτήμερα

σπ]ουδῆι ἐπειγόμενος

τὼς ὥσπερ ἡ κ[ύων τέκω.»

τοσ]αῦτ᾽ ἐφώνεον· παρθένον δ᾽ ἐν ἄνθε[σιν

τηλ]εθάεσσι λαβὼν

ἔκλινα· μαλθακῆι δ[έ μιν

χλαί]νηι καλύψας, αὐχέν᾽ ἀγκάληις ἔχω[ν,

δεί]ματι παυ[σ]αμένην

τὼς ὥστε νεβρ[ὸν – ^ –

μαζ]ῶν τε χερσὶν ἠπίως ἐφηψάμην

ἧι πα]ρέφηνε νέον

ἥβης ἐπήλυσιν χρόα

ἅπαν τ]ε σῶμα καλὸν ἀμφαφώμενος

θερμ]ὸν ἀφῆκα μένος

ξανθῆς ἐπιψαύ[ων τριχός.»
lo stesso sopporta e se

adesso hai fretta e il cuore ti pulsa

c’è dalle mie parti

una bella e molle fanciulla verginetta

che brama follemente: d’aspetto

niente male mi sembra.

Lei tu fattela tua”.

Queste parole modulava e io di contro rispondevo:

“Figlia d’Anfimedosa,

donna, sì donna, ma soprattutto

valorosa, che la terra umida ha con sé là sotto,

molti sono i piaceri della dea dati ai giovani

oltre al divino consumare: uno di questi può bastare.

E il resto io e te

negli antri con gli dei e il loro favorevole volere

decideremo tranquillamente.

Obbedirò io poi al tuo piacere.

Insistente

sotto il fregio o sotto le porte

ti chiedo di non resistermi, tesoro:

approderò allora al giardino di Era.

Questo sappi ora: Neobule

un altro eroe se la prenda!

Quella è matura e rinsecchita, senza esagerare:

il fiore verginale è andato a male,

andata a male è la sua antica grazia:

mai sazia

e senza misura

appare pazza questa donna pazza!

Mandala alla forca!

Ché prendendo per moglie quella porca

sarei la barzelletta del quartiere.

Su di te si è fermato invece il mio volere.

Tu né dubbia né infedele,

quella tanto acuta e pungente

se ne farà tanti

——————di amici.

Temo la ventura di figli prematuri

e ciechi – se spinto dalla fretta –

come quelli della gatta”.

Così blateravo. E la vergine in fiore

feci inchinare, coprendola del mio

mantello delicato, abbracciando il suo collo

ceduto di soppiatto –

[io cacciatore], lei cerbiatto! –

Mi attaccai con le mani dolcemente al suo petto:

Luceva lei di pelle fresca,

impeto straniero di giovinezza;

e strusciandomi su tutto quel bel corpo

finalmente spruzzai la mia potenza seminale

sul suo biondo pelo vaginale.»
(Trad. L. Mazziotta)

## Analisi
Il componimento, in strofe epodiche perfezionate appunto da Archiloco, è ambientato a Paro, nel tempio di Era, luogo d'incontro tra uomini e donne, come nella tradizione greca.
Si tratta di una scenetta con più personaggi. Al poeta si accosta una donna, figlia di Anfimedò, che, evidentemente, facendogli da mezzana, gli propone una ragazza in età da marito, mentre Archiloco preferisce averla la notte stessa. Si tratta, probabilmente, della sorella minore della già promessa del poeta, Neobule, alla quale Archiloco tributa lodi sperticate, denigrando la sorella maggiore e ottenendo lo scopo di sedurla.
Il tutto è descritto con toni piuttosto spinti e chiari, come di consueto in Archiloco.